# Río Boroa
El río Boroa nace en la cordillera del Mahuidanche de la Región de La Araucanía y fluye con dirección general SO hasta desembocar en la ribera izquierda del río Queule.

## Trayecto
El río Boroa nace de la confluencia de varios cauces que bajan de las laderas occidentales de la cordillera del Mahuidanche que se dirigen inicialmente al noroeste y finalmente al oeste antes de desembocar en el curso inferior del río Queule al sur del pueblo de Los Boldos. En total su longitud alcanza 18 kilómetros.: 467 

## Historia
Francisco Solano Asta-Buruaga y Cienfuegos escribió en 1899 en su obra Diccionario Geográfico de la República de Chile sobre el río:
Voroa (Riachuelo de).-—Corriente de agua de poco caudal y de unos diez kilómetros de curso que corre en la sección norte y occidental del departamento de Valdivia. Nace de unos pantanos desde donde se dirige por terrenos bajos hacia el NE. á echarse en la izquierda del río Queule á cosa de dos kilómetros más abajo del fuerte de los Boldos.
Luis Risopatrón lo describe en su Diccionario Jeográfico de Chile de 1924:: 92 
Boroa (Rio) 39° 15' 73° 07'. Tiene 10 a 22 m de ancho i mas de 1,5 m de profundidad, es de corriente apenas sensible, se hacen sentir en él las mareas en mas de 8 kilómetros de su curso, corre hacia el W en una abra de terrenos bajos, pantanosos i cubiertos de bosques i se vacia en la márjen E del curso superior del rio Queule, a poca distancia al S del lugarejo de Los Boldos. 61, XXIX, p. 483; i 156; i riachuelo de Voroa en 155, p. 890.